# Fåssjön
Fåssjön är en sjö i Härjedalens kommun i Hälsingland och ingår i Ljungans huvudavrinningsområde. Sjön har en area på 2,29 kvadratkilometer och ligger 270,1 meter över havet. Sjön avvattnas av vattendraget Fåssjöån (Grytån).

## Delavrinningsområde
Fåssjön ingår i det delavrinningsområde (689318-146539) som SMHI kallar för Utloppet av Fåssjö. Medelhöjden är 336 meter över havet och ytan är 29,18 kvadratkilometer. Räknas de 8 avrinningsområdena uppströms in blir den ackumulerade arean 89,11 kvadratkilometer. Fåssjöån (Grytån) som avvattnar avrinningsområdet har biflödesordning 2, vilket innebär att vattnet flödar genom totalt 2 vattendrag innan det når havet efter 180 kilometer. Avrinningsområdet består mestadels av skog (78 procent). Avrinningsområdet har 2,3 kvadratkilometer vattenytor vilket ger det en sjöprocent på 7,9 procent.